# Le Noël des petits animaux de la forêt
Le Noël des petits animaux de la forêt (Woodland Critter Christmas en version originale) est le quatorzième et dernier épisode de la huitième saison de la série animée South Park, ainsi que le 125e épisode de l'émission.

## Synopsis
Stan fait la connaissance des petits animaux de la forêt qui lui demandent de construire une crèche de Noël pour accueillir leur Seigneur et Sauveur car l'une d'entre eux est enceinte et vierge. Stan leur obéit et tue le puma qui tuait l'enfant de la femelle vierge enceinte tous les ans, mais à son retour découvre que les petits animaux ne vénèrent pas le seigneur qu'il croyait...
Les petits animaux vénèrent en réalité Satan et c'est son fils qui viendra au monde maintenant que la femelle puma, défenseur du monde, est morte par la faute de Stan. Les petits animaux de la forêt apprennent aussi à Stan qu'ils ont besoin d'un hôte humain pour le fils de Satan. Stan étant baptisé et chrétien, il ne peut pas servir d'hôte. Quand il tente de détruire la crèche, les petits animaux l'en empêchent avec leurs pouvoirs maléfiques.
Stan trouve la solution: seul un puma peut vaincre les petits animaux de la forêt. Il retourne donc là où la femelle puma était morte et demande à ses trois bébés de l'aider. Ils n'en ont pas la force, mais proposent d'apprendre à pratiquer des avortements pour pouvoir empêcher la naissance du fils de Lucifer. Stan les emmène à l'hôpital où durant une journée entière les bébés apprennent à avorter, puis tous les quatre vont dans la forêt pour arrêter les petits animaux, mais il est trop tard car l'Antéchrist est déjà né. Il ne reste plus qu'à le placer dans le corps d'un hôte, en l'occurrence Kyle (étant juif, il n'a pas été baptisé).
Alors que tout semble perdu, le Père Noël apparaît et tue les petits animaux de la forêt avec un fusil à pompe. Alors qu'il ne reste plus qu'à tuer l'Antéchrist, Kyle l'attrape et le laisse entrer dans son corps afin de devenir l'hôte et d'utiliser ses pouvoirs pour que les juifs dominent le monde.
Mais Kyle veut se rétracter car le fils de Lucifer est trop maléfique, et Stan ne voit qu'une solution : il demande aux trois petits pumas de faire avorter Kyle par l'anus, ce qu'ils réussissent à faire. Le Père Noël tue ensuite le fils de Satan.
Finalement, le Père Noël accorde un vœu spécial à Stan, qui choisit de ressusciter la maman puma. Ainsi l'Antéchrist est vaincu, les petits animaux de la forêt définitivement tués et tout le monde vécut heureux jusqu'à la fin des temps (excepté Kyle qui mourut du SIDA deux semaines plus tard).

### Intermède
Entre le moment où Kyle absorbe le fils de Lucifer et celui où il décide qu'il n'en veut plus, on découvre qu'en réalité les faits contés dans l'épisode sont faux: il s'agit en fait d'une rédaction de Cartman sur le thème de Noël. Kyle était persuadé qu'il se servait uniquement de l'histoire pour lui faire du tort à lui et aux Juifs, mais à la demande de ses camarades le laissa continuer. Finalement, quand le narrateur annonce que Kyle meurt du SIDA, on entend Kyle qui dit « Bordel de merde, Cartman! ».
Les faits contés dans l'histoire de Cartman ne sont donc pas réels (Kyle est donc toujours en vie et Stan n'a pas réellement empêché la venue de l'Antéchrist).